# Цмин
Цмин, гелихризум, бессме́ртник, златоцвет, иммортель или желтянка (лат. Helichrýsum) — крупный род многолетних, реже однолетних, трав, полукустарников и кустарников семейства Астровые (Asteraceae). Типовой вид рода — цмин восточный (Helichrysum orientale (L.) Gaertn.). По современной классификации родовое название Бессмертник относится к видам рода лат. Xerochrysum, наиболее известный из которых Бессмертник прицветниковый (Xerochrysum bracteatum), шикроко выращиваемый в культуре как клумбовое растение и срезочное для сухих букетов.

## Название
Этимология латинского названия рода неясна. По одной версии, название происходит от греч. ἕλιξ (helix) — витой и χρυσός (chrysos) — золото; по другой, от ἥλιος (helios) — солнце и χρυσός — золото. Оба названия могут указывать на часто встречающиеся золотисто окрашенные листочки обёртки.

## Распространение и экология
Представители рода встречаются в тёплой и умеренной зонах Старого Света, особенно обильно в Капской области, на Мадагаскаре, Маскаренских островах, в Австралии и Малой Азии; число видов, произрастающих в остальной Азии и Европе, невелико.

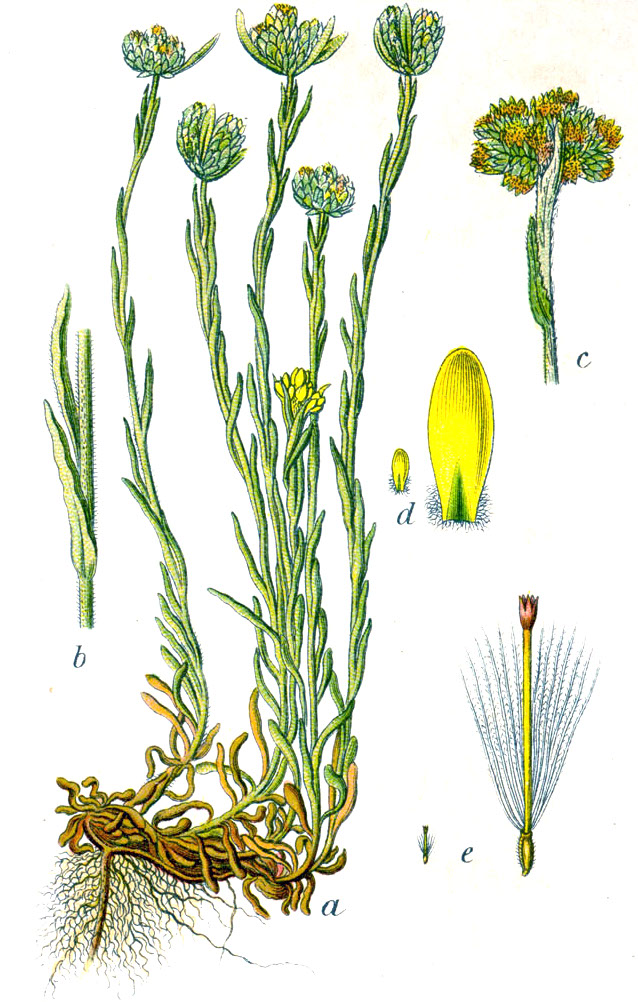
.

## Ботаническое описание
Листья очерёдные, иногда нижние супротивные, цельнокрайные.
Корзинки гомогамные или гетерогамные, с небольшим или, чаще, значительным числом обоеполых плодущих цветков. Самые внутренние цветки гомогамной корзинки нередко стерильные; краевые цветки гетерогамной корзинки пестичные, нитевидные, расположенные в один ряд. Корзинки, у видов произрастающих в России и сопредельных странах, некрупные, диаметром, редко превышающим 4—7 (до 20) мм, иногда одиночные или по нескольку на верхушках побегов, чаще же всего примерно от 10 до 50 (иногда до 100 и более) корзинок бывают собраны в сложное щитковидное или головчатое соцветие. Листочки обёртки, как правило, сухие, плёнчатые, нередко ярко окрашенные, прижато или рыхло-черепитчато расположенные в несколько (3) или более (4—7) рядов, после цветения иногда распростёртые. Цветоложе слегка-выпуклое или плоское, реже почти коническое, голое, ямчатое или сотовидно-ячеистое, часто с неправильной и неодинаковой формы зубцевидными выростами. Венчики обоеполых цветков трубчатые, на верхушке с пятью, реже четырьмя, зубцами. Пестичные цветки, если они имеются, нитевидные, на верхушке слегка зубчатые. Пыльники линейные, при основании с нитевидными придатками. Пыльцевые зёрна шаровидные; пора со слегка волнистым краем; экзина толстая и с шиповатой поверхностью; интина едва заметна. Столбик тонкий, нередко со вздутием у основания; ветви столбика линейные, плоские, на верхушке усечённые или головчатые.
Семянки эллиптические, вальковатые или неправильно призматические, нередко четырёх—пятигранные, чаще всего покрытые прозрачными сосочками или изредка шелковисто-шерстистые. Хохолок однорядный, из тонких зазубренных, на верхушке иногда кисточковидных или перистых, отдельно спадающих или разным образом в основании соединённых между собой волосков.
| |  |  |  |
| Слева направо: Листья Helichrysum heliotropifolium и цмина тяньшанского. Соцветия Helichrysum basalticum и Helichrysum sanguineum. |  |  |  |

## Значение и применение
Ряд видов используют для создания красивых и годами неувядающих букетов.
Эфирное масло используется в парфюмерной промышленности для создания духов.
Некоторые виды — ценные лекарственные растения.

## Классификация

### Таксономия[6]
Helichrysum Mill., 1754, Gard. Dict. Abr., ed. 4. [462]
Род Цмин относится к семейству Астровые (Asteraceae) порядка Астроцветные (Asterales). Кладограмма в соответствии с Системой APG IV:
|  |                                      |  |                                   |                                   |                    |  | ещё 10 семейств |               |               |                                                                                  |
|  |                                      |  |                                   |                                   |                    |  |                 |               |               | 598 подтвержденных и 273 в статусе "непроверенных" видов и инфравидовых таксонов |
|  |                                      |  |                                   | порядок Астроцветные              |                    |  |                 |               | род Цмин      |                                                                                  |
|  |                                      |  |                                   | порядок Астроцветные              |                    |  |                 |               | род Цмин      |                                                                                  |
|  | отдел Цветковые, или Покрытосеменные |  |                                   |                                   | семейство Астровые |  |                 |               |               |                                                                                  |
|  | отдел Цветковые, или Покрытосеменные |  |                                   |                                   |                    |  |                 |               |               |                                                                                  |
|  |                                      |  | ещё 63 порядка цветковых растений | ещё 63 порядка цветковых растений |                    |  |                 | ещё 1804 рода | ещё 1804 рода |                                                                                  |
|  |                                      |  |                                   | ещё 63 порядка цветковых растений |                    |  |                 |               | ещё 1804 рода |                                                                                  |

### Виды
Некоторые из них:
- Helichrysum araxinum Takht. ex Kirp. — Цмин араксинский
- Helichrysum arenarium (L.) Moench — Цмин песчаный
- Helichrysum armenium (Fisch. & C.A.Mey.) DC. — Цмин армянский, или Бессмертник волнистый
- Helichrysum aurantiacum Boiss. & Huet. — Цмин оранжевый
- Helichrysum callichrysum (Fisch. & C.A.Mey.) DC. — Цмин золотистый
- Helichrysum graveolens Sweet — Цмин сильнопахнущий
- Helichrysum kopetdagense Kirp. — Цмин копетдагский
- Helichrysum maracandicum Popov ex Kirp. — Цмин самаркандский
- Helichrysum mussae Nevski — Цмин Мусы
- Helichrysum nuratavicum Krasch. — Цмин нуратавский
- Helichrysum orientale  (L.)  Gaertn.  — Цмин восточный, или Бессмертник восточный
- Helichrysum pallasii Ledeb. — Цмин Палласа
- Helichrysum plicatum DC. — Цмин складчатый
  - Helichrysum plicatum subsp. polyphyllum (Ledeb.) P.H.Davis & Kupicha — Цмин складчатый подвид многолистный
- Helichrysum thianschanicum Regel — Цмин тяньшанский